# Izabella Paleolog
Izabella Paleolog (ok. 1419, zm. 1470) – żona Ludwika I, markiza Saluzzo (zm. 1475).

## Życiorys
Była córką Jana Jakuba Paleologa, markiza Montferratu w latach 1418-1445 i Joanny Sabaudzkiej (1395–1460), córki Amadeusza VII, hrabiego Sabaudii. Jej braćmi byli: Jan IV Paleolog, Wilhelm VIII Paleolog, Bonifacy III Paleolog, Teodor Paleolog, siostrą zaś Amadea Paleolog. 7 sierpnia 1435 poślubiła Ludwika I, markiza Saluzzo (zm. 1475). Mieli dziewięcioro dzieci: 
- Ludwika II, markiza Saluzzo w latach 1475-1504
- Fyryderyka (zm. 1481)
- Małgorzatę (zm. 1485)
- Juan Jacobo (zm. 1512)
- Antonia (zm. 1482)
- Carlosa Domingo (zm. 1510)
- Blankę (zm. 1487)
- Amadeę
- Luisa